# Marline Williams
Marline Williams (Voorburg, 19 augustus 1961) is een Amerikaans-Nederlandse actrice en zangeres. Williams speelde nationaal en internationaal bij vele theatergezelschappen, zoals de Paardenkathedraal, het Nationale Toneel, Het Waterhuis en Theater van het Oosten, en in vele series en films, zoals voor ZDF Die Spesenritter, en voor de Nederlandse televisie lange of vaste rollen in de series Westenwind, Missie Warmoesstraat en Unit 13. Tegenwoordig is zij naast haar reguliere werk ook trainingsacteur en coach.
Zij is de jongste dochter van jazztrompettist Nelson Williams, die onder andere jaren in het orkest van Duke Ellington speelde.

## Carrière film
- Diary of a weak yogi – regie Paul Ruven en Pim de la Parra – (1989)
- Modern Crimes – regie Alejandro Agresti – (1991)
- Die Spesenritter – regie Jörg Grünler – (1999)
- Timboektoe – regie Dave Schram – Lucy (2007)
- Mijn vader is een detective: De wet van 3 – regie Will Wissink – Ramira (2010)

## Carrière televisie
- Eten bij de buren, regie Nicole van Kilsdonk (1995)
- Baantjer – mevrouw van Berkel (De Cock en de moord op de broeder van het bloed) (1996)
- Kees & Co – kamermeisje (1998)
- Zebra – arts (1998)
- Unit 13 – Jolande (1998)
- Hertenkamp, regie Pieter Kramer – vluchteling (1999)
- Westenwind – Lucette Storm (2000)
- Bon bini beach – Wiwi (2002-2003)
- Missie Warmoesstraat – Simone Elstak (2003)

## Carrière theater
- Othello – regie Leo Hogenboom – Othello (1987)
- Tijl Uylenspiegel – regie Leo Hogenboom – Katelijne (1988)
- The Owlkiller – regie Nadine Lavern – (1989)
- Funnyhouse of a negro – regie Nadine Lavern – (1990)
- Gekleurd geen sieraad – regie Leo Hogenboom – (1990)
- De smekelingen (Aischylos) – regie Agaath Witteman – (1991)
- The Offering – regie Nadine Lavern – (1992)
- This Sporting Life, muziektheater – regie Michael Matthews – (1992)
- Uitzicht – regie Pieter Loeff – (1993)
- Kras – regie Michael Matthews – (1993)
- Alexandrine Tinne – regie Paul Feld – (1994)
- Een Midzomernachtdroom – regie Arda Brokmann – (1994)
- El Paseo – regie Annemarie Prins – (1994)
- Yerma – regie Aram Adriaanse – (1995)
- Zeg de zee vaarwel – regie Felix de Rooy – (1995)
- Koloniale Waren – regie Bart Kiene – (1996)
- Het Dispuut – regie Arda Brokmann – (1996)
- The Kitchen – regie Dirk Tanghe – (1996)
- Behind the secret window – regie Roel Twijnstra en Liz Swados – (1997)
- Mij Sarie Marijs – regie Roel Twijnstra – (1998)
- Scheppingskabaal – regie Roel Twijnstra – (1999)
- Doek – regie Aram Adriaanse – (2001)
- Kut! – regie Rob de Kuyper – (2002)
- Hetze – regie Carel Alphenaar – (2002)
- De Negers (Jean Genet) – regie Rik Hancké – (2005)
- Boy meets girl – regie Ton Lutgerink – (2005)
- Midsummernight's dream – regie Dirk Tanghe – (2008)[1]

## Regie
- Lijfstraf van Pieter Hilhorst voor De Nieuw Amsterdam/De Balie – (2005)